# Скорса, Мануэль
Мануэль Скорса (исп. Manuel Scorza, 9 сентября 1928, Лима — 27 ноября 1983, Мадрид) — перуанский поэт и прозаик.

## Биография
Родился в Лиме, но детство провёл в горной провинции. Бросил военный колледж имени Леонсио Прадо. Поступил в Главный национальный университет в Лиме (1945), занялся политической деятельностью в студенческой группе, связанной с АПРА. Первая опубликованная им работа — литературно-критическое эссе «Идея искусства у Марселя Пруста». В 1948 после военного переворота был вынужден покинуть страну, скитался по Чили, Аргентине, Боливии, Бразилии и Мексике. 
Поселился в Париже, преподавал испанский язык в Эколь Нормаль. В художественной литературе дебютировал книгой стихов «Проклятия» (1955). В 1958 вернулся в Перу. Стал одним из основателей и первым генеральным секретарём Движения перуанских общин, вставшего на защиту крестьян из коренных народов; знакомство с их борьбой легло в основу его книг 1970-х. В 1968 снова уехал. В 1970 опубликовал роман «Траурный марш по селению Ранкас», открывший эпическую пенталогию «Баллада» (другое название — «Беззвучная война»).
Вместе с ещё несколькими латиноамериканскими писателями погиб в авиакатастрофе Boeing 747 по пути из Парижа через Мадрид на конгресс в Боготу (см. Катастрофа Boeing 747 под Мадридом (1983), 181 погибший).

## Сочинения
- Las Imprecaciones (1955)
- Los adioses (1959)
- Desengaños del mago (1961)
- Poesía amorosa (1963)
- Redoble por Rancas (1970, премия «Планета»)
- El vals de los reptiles (1970)
- Poesía incompleta (1970)
- Historia de Garabombo el Invisible (1972)
- El Jinete Insomne (1977)
- Cantar de Agapito Robles (1977)
- La Tumba del Relámpago (1979)
- La danza inmóvil (1983)

## Публикации на русском языке
- Траурный марш по селенью Ранкас. Гарабомбо-невидимка. Бессонный всадник. Сказание об Агапито Роблесе. М.: Прогресс, 1981